# Un tour à Babel
Un tour à Babel (Journey to Babel) est le dixième épisode de la deuxième saison de la série télévisée Star Trek. Il fut diffusé pour la première fois le 17 novembre 1967 sur la chaîne NBC. Le titre en français est un clin d'œil à la Tour de Babel.
L'Enterprise doit transporter des ambassadeurs de différentes planètes sur Babel pour des discussions. Un des ambassadeurs est assassiné.

## Distribution

### Acteurs principaux
- William Shatner : capitaine Kirk (VF : Yvon Thiboutot)
- Leonard Nimoy : Spock (VF : Régis Dubost)
- DeForest Kelley : McCoy
- Nichelle Nichols : Uhura
- Walter Koenig : Chekov

### Acteurs secondaires
- Mark Lenard : ambassadeur Sarek
- Jane Wyatt : Amanda Grayson
- John Wheeler : ambassadeur Gav
- Reggie Nalder : Shras
- William O'Connell : Thelev
- Majel Barrett : infirmière Christine Chapel
- Billy Curtis : le petit ambassadeur à la peau cuivrée
- James X. Mitchell : Josephs
- Frank da Vinci : aide Vulcain
- William Blackburn : lieutenant Hadley

## Résumé
L'USS Enterprise transporte des ambassadeurs de la Fédération vers la planète Babel pour une conférence au sujet de l'admission du système Coridan à l'intérieur de la Fédération. Source de cristaux de dilithium, le système est l'objet de disputes entre plusieurs espèces extraterrestres qui tentent d'en exploiter les gisements. L'ambassadeur de Vulcain, Sarek, est venu avec sa femme, une Humaine nommée Amanda. Ce sont les parents de Spock. Celui-ci est fâché avec son père qui lui a reproché de partir au service de Starfleet plutôt que de pratiquer des recherches à l'Académie des Sciences de Vulcain.
Alors que les négociations sont censées avoir lieu sur Babel, les discussions diplomatiques commencent dans le vaisseau. Ainsi l'ambassadeur des Tellarites, Gav, reproche à Sarek sa position concernant le système Coridan. Une dispute entre les deux est même arrêtée par le capitaine Kirk. La situation empire, lorsqu'Uhura détecte un vaisseau inconnu qui les suit et lorsque le corps de l'ambassadeur Gav est retrouvé sans vie. Une inspection prouve qu'il a été tué par une attaque vulcaine nommée le Tal-Shaya et Sarek est le principal suspect. Lors de son interrogatoire, celui-ci fait une attaque cardiaque et est amené à l'infirmerie du vaisseau.
Le docteur McCoy découvre qu'il souffre d'un problème cardiovasculaire et doit être opéré d'urgence. Toutefois, le seul donneur compatible reste Spock et celui-ci doit prendre une drogue stimulant l'afflux sanguin qui pourrait le tuer. Malgré les réticences de sa mère et du Docteur McCoy, Spock insiste pour le faire. Pendant ce temps là, le capitaine Kirk est attaqué dans les couloirs par Thelev, un membre de la délégation Andorienne. Kirk finit par prendre le dessus mais est sévèrement blessé. Spock doit renoncer à l'opération chirurgicale pour prendre le commandement de l'Enterprise.
Pendant ce temps, des membres du vaisseau découvrent que Thelev n'est pas un Andorien mais un espion et qu'il possède une puce lui permettant de tracer l'Enterprise. Kirk décide de retourner sur le pont du vaisseau, simulant un rétablissement, afin d'envoyer Spock en salle d'opération. C'est à ce moment-là que l'Enterprise est attaqué par le vaisseau non identifié. Celui-ci est tellement rapide que l'Enterprise ne peut pas le viser. Kirk ordonne alors l'arrêt du vaisseau pour simuler un arrêt à la suite d'une avarie. Il attend que le vaisseau se dirige vers eux en ayant ralenti, ce qui permet un tir plus précis qui endommage gravement le vaisseau inconnu. Celui-ci s'autodétruit plutôt que d'avoir à être capturé et Thelev meurt après s'être ingéré du poison.
À l'infirmerie, Kirk découvre que l'opération entre Spock et Sarek s'est bien déroulée malgré les avaries. Spock et Sarek parviennent à la conclusion que Thelev venait d'Orion et voulait provoquer une guerre entre les Andoriens et les Tellarites, ce qui aurait permis aux Orionites de récupérer les minerais du système Coridan pour eux. Spock et Sarek semblent ne plus être en froid, malgré leurs affirmations mutuelles que leurs actions n'étaient que les conséquences de choix logiques.

## Autour de l'épisode
- C'est la première apparition de Sarek, le père de Spock, qui réapparaîtra dans les séries Star Trek, la série animée et Star Trek : La Nouvelle Génération ainsi que dans plusieurs films dérivés de la série.
- C'est la première apparition des Andoriens et des Tellarites. Les épisodes suivants les désigneront comme les créateurs, avec les Humains et les Vulcains, de la Fédération. Les Orions étaient déjà apparus dans l'épisode pilote.
- L'épisode Rumeurs de guerre de la série dérivée Star Trek: Enterprise se déroule sur le planétoïde Babel. De même le conflit entre les Andoriens et les Vulcains est abordé dans cette série.
- Le personnage d'Hikaru Sulu n'apparaît pas dans cet épisode et bien qu'il soit cité, celui de Montgomery Scott n'apparaît pas non plus.
- Cet épisode mentionne un animal, le sehlat, que Spock avait étant enfant. Il réapparaît dans l'épisode Retour dans le passé de la série animée
- L'épisode est le seul de la série à briser le quatrième mur avec la phrase finale de McCoy qui semble directement s'adresser au spectateur[1].
- L'intrigue inspirera l'expansion Agents of Yesterday du jeu vidéo Star Trek Online.

## Production

### Écriture
L'épisode fut écrit par la scénariste et scrip-éditrice de la série D. C. Fontana. Le 23 juin 1967, elle propose au producteur exécutif Gene Roddenberry d'écrire un épisode où l'on verrait les parents de Spock. Le script est écrit en se basant principalement des quelques informations distillés sur le personnage au cours des épisodes précédents. Elle utilise aussi l'épisode Un coin de paradis où Spock explique que son père est ambassadeur et sa mère professeur. Elle écrit avant l'épisode tout une histoire racontant l'enfance de Spock ainsi que sa relation avec ses parents. Elle a l'idée que Spock appelle sa mère par son prénom. Elle voulait créer une situation où Sarek et Spock auraient à la fois raison et tort selon la logique vulcaine et raconter le côté complexe de l'hybridité de Spock. L'idée de faire un épisode centré autour de diplomates dans le vaisseau découla de ce travail.
Après une réécriture partielle par le producteur Gene L. Coon, la version finale du script fut terminée le 31 août 1967. Dans le script original on devait apprendre que Sarek avait été astrophysicien avant de devenir ambassadeur, comme son père, Shariel. Il était aussi prévu que dans le pré-générique, la rencontre entre Spock et ses parents se déroule sur planète Vulcain. Le coût du décor en arrière-plan fut jugé trop cher pour une si petite scène et celle-ci fut supprimée du script. La plupart de l'épisode fut écrit pour se dérouler à l'intérieur de décors déjà utilisés afin de concentrer le maximum des dépenses sur les costumes et le maquillage des différents extraterrestres. De même afin d'économiser sur les coûts d'effet spéciaux, les vulcains arrivent par une navette et non en se téléportant.

### Casting
Mark Lenard fut principalement apprécié lors de son rôle de romulien dans l'épisode Zone de terreur et il lui fut offert le rôle de Sarek. Toutefois celui-ci n'était plus âgé que de sept ans par rapport à Leonard Nimoy. Selon son propre aveux, Jane Wyatt n'avait jamais entendu parler de Star Trek avant de tourner dans l'épisode et pensait, en lisant le script, qu'il s'agissait d'une sitcom parodique. Peu de temps avant le tournage de l'épisode, Mark Lenard et Jane Wyatt demandèrent à Leonard Nimoy des informations sur la culture vulcaine. L'acteur leur suggéra de trouver un geste qui signifiait le fait d'être marié.

### Tournage
Le tournage eut lieu du 21 au 28 septembre 1967 au studio de la compagnie Desilu Productions sur Gower Street à Hollywood, sous la direction du réalisateur Joseph Pevney
L'acteur John Wheeler qui joue le rôle de Gav n'arrivait pas à voir à travers son masque et devait être obligé de lever la tête en permanence afin de voir les personnes qu'il avait en face de lui. Cela ajouta inconsciemment à l'idée que les Tellarites sont une race arrogante. Dans les épisodes suivants les faisant apparaître, leur costume sera grandement modifiés. Le costume des Andoriens fut celui le plus couteux avec seulement trois costumes créés et beaucoup de costumes des figurants sont des réutilisations d'habits des épisodes précédents. On retrouve celui du commissionnaire Ferris (Galilée ne répond plus) celui de Lazarus (Les Jumeaux de l'Apocalypse) la robe de Lenore Karidian ( La Conscience du roi) d'Areel Shaw (Cour Martiale) et un costume de Un loup dans la bergerie.

### Post-production
La direction de NBC aimait beaucoup l'épisode et souhaitait le diffuser le plus vite possible. La post-production de l'épisode fut en partie baclée, ainsi les effets dans la bande annonce étaient moins réussis que dans l'épisode final. Un effet sonore comique fut aussi placé lors du combat entre Kirk et Thelev. Celui-ci fut effacé de la version remasterisée de l'épisode.

## Diffusions

### Diffusion aux États-Unis
L'épisode fut retransmis à la télévision pour la première fois le 17 novembre 1967 sur la chaîne NBC en tant que dixième épisode de la deuxième saison.

### Diffusion au Royaume Uni et au Québec
L'épisode fut diffusé au Royaume Uni le 22 juin 1970 sur BBC One.
En version francophone, l'épisode fut diffusé au Québec en 1971.

### Diffusion en France
En France, l'épisode est diffusé le 1er août 1986 lors de la rediffusion de l'intégrale de Star Trek sur La Cinq.

## Réception critique
Selon de nombreux commentateurs l'épisode offre la même trame narrative que le classique du cinéma Le Chanteur de jazz. Cet épisode est le préféré parmi tous ceux que D. C. Fontana a écrits. C'est aussi l'un des épisodes préférés de Leonard Nimoy avec Les Mines de Horta , Contretemps , Le Mal du pays , Un coin de paradis et L'Équipage en folie.
L'épisode est fréquemment cité dans les meilleurs épisodes de la série. Dans un classement pour le site Hollywood.com, Christian Blauvelt place cet épisode à la 8e position sur les 79 épisodes de la série originelle, expliquant qu'il marque l'apparition de races récurrentes d'aliens dans la série et aime l'ambiance de mystère. De même le livre Star Trek 101 liste cet épisode parmi les 10 épisodes essentiels de la série.
Pour le site The A.V. Club, Zack Handlen donne à l'épisode la note de B décrivant l'épisode comme assez contradictoire sur la notion de « logique » des vulcains et estime que les Gav ont des masques ridicules. Toutefois il apprécie le jeu des acteurs et l'amusement qui se dégage de cet épisode.

## Adaptations littéraire
L'épisode fut adapté sous forme d'une nouvelle de 23 pages par James Blish dans le livre « Star Trek 4 », un recueil compilant différentes histoires de la série et sortit en juillet 1971 aux éditions Bantham Books.

## Éditions commerciales
Aux États-Unis, l'épisode est disponible sous différents formats. En 1988 et 1990, l'épisode est sorti en VHS et Betamax. L'épisode sortit en version remastérisée sous format DVD en 1999 et 2004.
L'épisode connu une nouvelle version remasterisée sortie le 3 février 2007 : l'épisode fit l'objet de nombreux nouveaux effets spéciaux, notamment les plans de l'Enterprise de la navette Galileo et du vaisseau Orions qui ont été refait à partir d'images de synthèse. Cette version est comprise dans l'édition Blu-ray, diffusée en septembre 2009.
En France, l'épisode fut disponible avec l'édition VHS de l'intégrale de la saison 2 en 2000. L'édition DVD est sortie le 18 novembre 2004 et l'édition Blu-ray le 27 avril 2009.